# Olímpia de Lárissa
Olímpia foi a filha de Paulíclito de Lárissa; com Demétrio, o Belo, ela foi a mãe de Antígono Dóson.